# 新丸子駅
新丸子駅（しんまるこえき）は、神奈川県川崎市中原区新丸子町にある、東急電鉄の駅である。
当駅前後の複々線を利用して東横線の列車と目黒線の列車の2系統が乗り入れており、それぞれ別路線として案内されている。駅番号も個別に与えられており、東横線がTY10、目黒線がMG10である
。

## 歴史
- 1926年（大正15年）2月14日 - 開業[3]。開業当初は相対式ホーム[3]。
- 1969年（昭和44年）11月 - 8000系8001編成搬入に際し、陸送された車体と台車を当駅で結合する。
- 1982年度 - 高架化工事に着手[4]。
- 1985年（昭和60年）7月31日 - 下り線を高架化[5]。
- 1986年（昭和61年）9月17日 - 上り線を高架化[6]。
- 1988年（昭和63年）3月 - 高架、島式ホーム化工事が完成する[3]。
- 1993年（平成5年）12月16日：東横線複々線化工事に伴い、当駅の改良工事に着手[7]。
- 1997年（平成9年）8月31日 - 上り線を本設線に移設（現行の4番線の位置）、新上り線ホーム使用開始[8][9]。
- 1998年（平成10年）4月23日 - 下り線を現在の3番線位置に仮移設[10]。
- 1999年（平成11年）5月15日 - 下り線を本設線に移設（現行の1番線の位置）、新下り線ホーム使用開始[11][12]。
- 2000年（平成12年）
  - 8月6日 - 目黒線の運行開始。
  - 9月 - 当駅の複々線化工事が完成[13]。
- 2015年（平成27年）12月26日 - 1番線および4番線にホームドアを設置し、供用開始[14]。

### 駅名の由来
駅設置当時の所在地は橘樹郡中原町大字上丸子であったが、目蒲線（現・東急多摩川線）丸子駅（現・沼部駅）との混同を避けるため「新丸子」駅となったとされている。「丸子」の由来については、古来荘園制度の際にこの地に丸子荘があったからだという説がある。町名としての新丸子町・新丸子東が成立したのは、当駅開業後の1943年（昭和18年）のことである。
東急多摩川線下丸子駅との誤降車が多いため「当駅は新丸子駅です」の表示が改札内に見られる。

## 駅構造
複々線区間上にある島式ホーム2面4線を有する高架駅。外側2線を東横線、内側2線を目黒線が使用している。東横線・目黒線共に各駅停車のみの停車であるため、ホームの有効長は20m級車両8両分であるが、東横線側は非常時に10両編成の電車が停車できるように前後各1両分（計2両分）延長している。東横線・目黒線ホーム共にホームドアが装備されているが、東横線の非常用延長部は通常は柵で封鎖され、ホームドアも設置されていない。

### のりば
| 番線 | 路線   | 方向 | 行先                                   |
| ---- | ------ | ---- | -------------------------------------- |
| 1    | 東横線 | 下り | 横浜・元町・中華街・新横浜・二俣川方面 |
| 2    | 目黒線 | 下り | 日吉・新横浜・二俣川方面               |
| 3    | 目黒線 | 上り | 目黒・赤羽岩淵・浦和美園・西高島平方面 |
| 4    | 東横線 | 上り | 渋谷・池袋・川越市・所沢方面           |

- 当駅では、東急新横浜線・相鉄線との直通列車は目黒線ホームにのみ発着する（東横線の直通列車はすべて通過）。

### 発車メロディ
2012年（平成24年）12月6日より、東横線ホームにおいて日本プロサッカーリーグ・川崎フロンターレの応援歌「FRONTALERABBIT」を発車メロディとして導入している。

### 駅構内設備
改札横にLAWSON + toksが出店するほか、改札外には新丸子東急ストアが出店している。

### 高架化工事
かつては多摩川橋梁を渡った後、下り勾配で地上に下りて相対式ホームで2面2線構造の当駅があり、武蔵小杉駅に向かっても上り勾配となっていた。1982年度より当駅前後の高架化工事に着手し、当駅を含む延長1,007 mを最大6.5 m、付近にある保線機械基地を約5.5 m扛上させることが決定された。除去されるのは多摩川園（当時） - 新丸子間にあった3か所の踏切（多摩川園1号踏切 -　3号踏切）であった。縦線形は、当駅前後で凹形になっていたものが、多摩川園（当時） - 武蔵小杉までほとんど平坦となる。1988年（昭和63年）に高架化工事が完成し、島式ホーム1面2線になった。

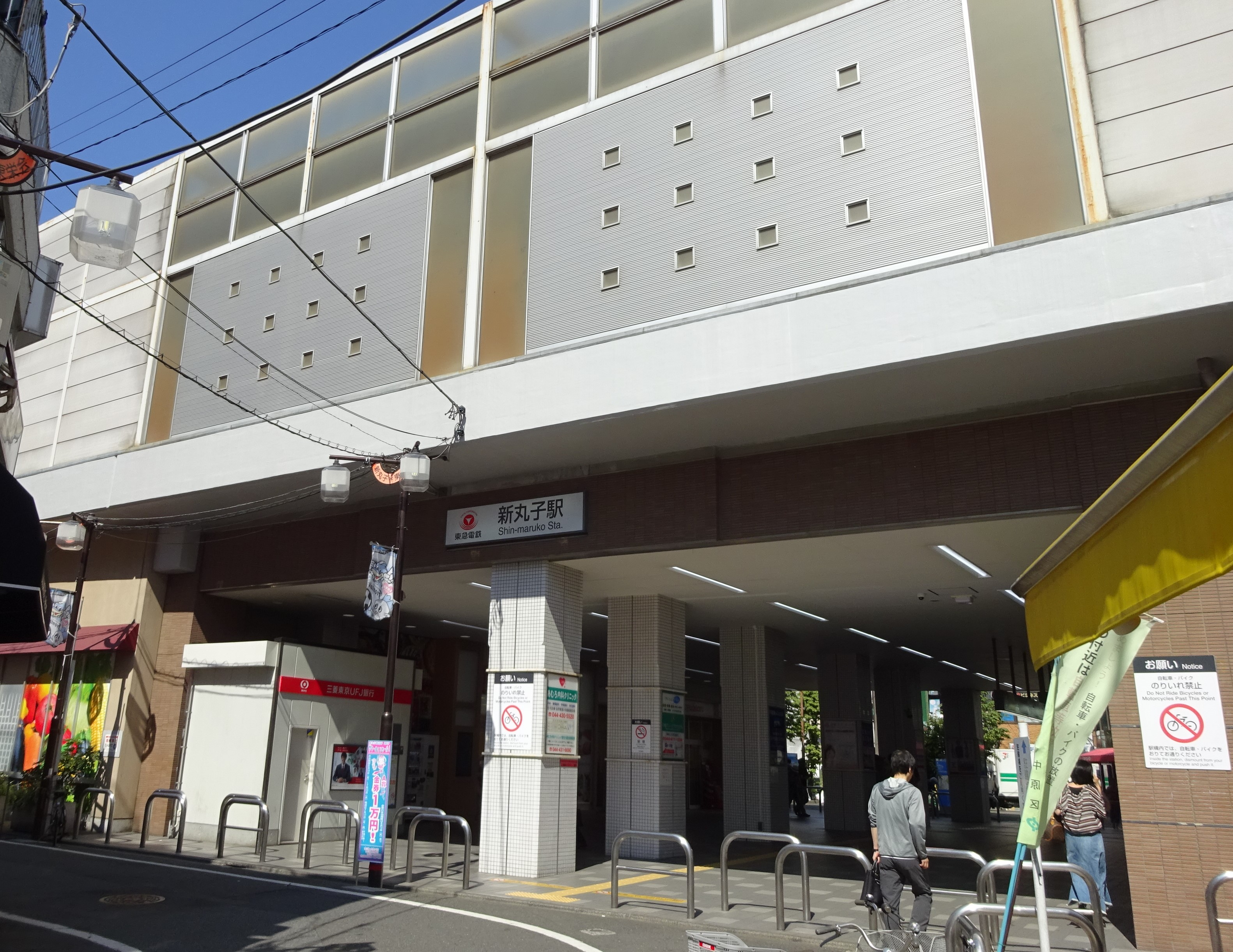
東口（2017年6月）
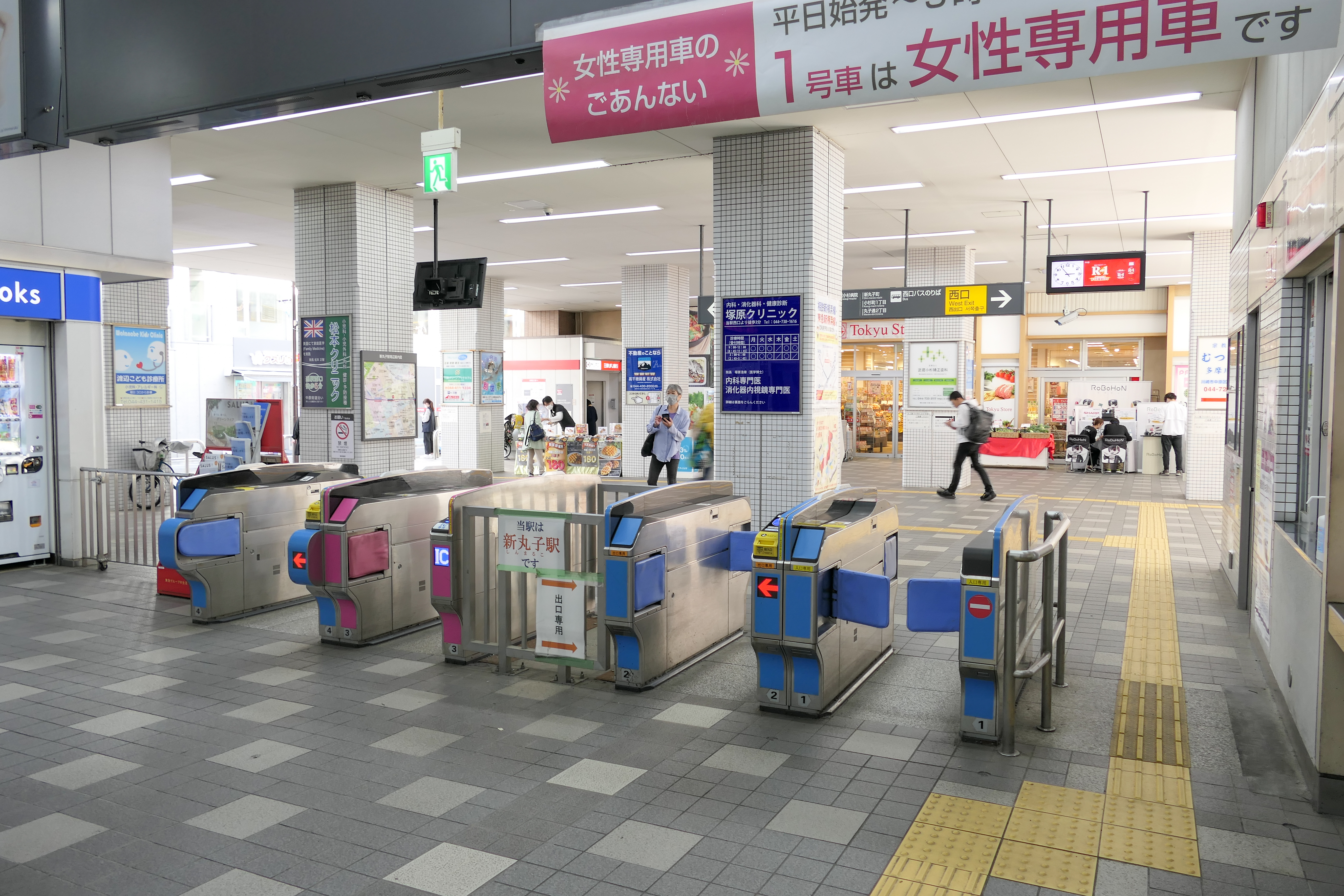
改札口（2023年4月）
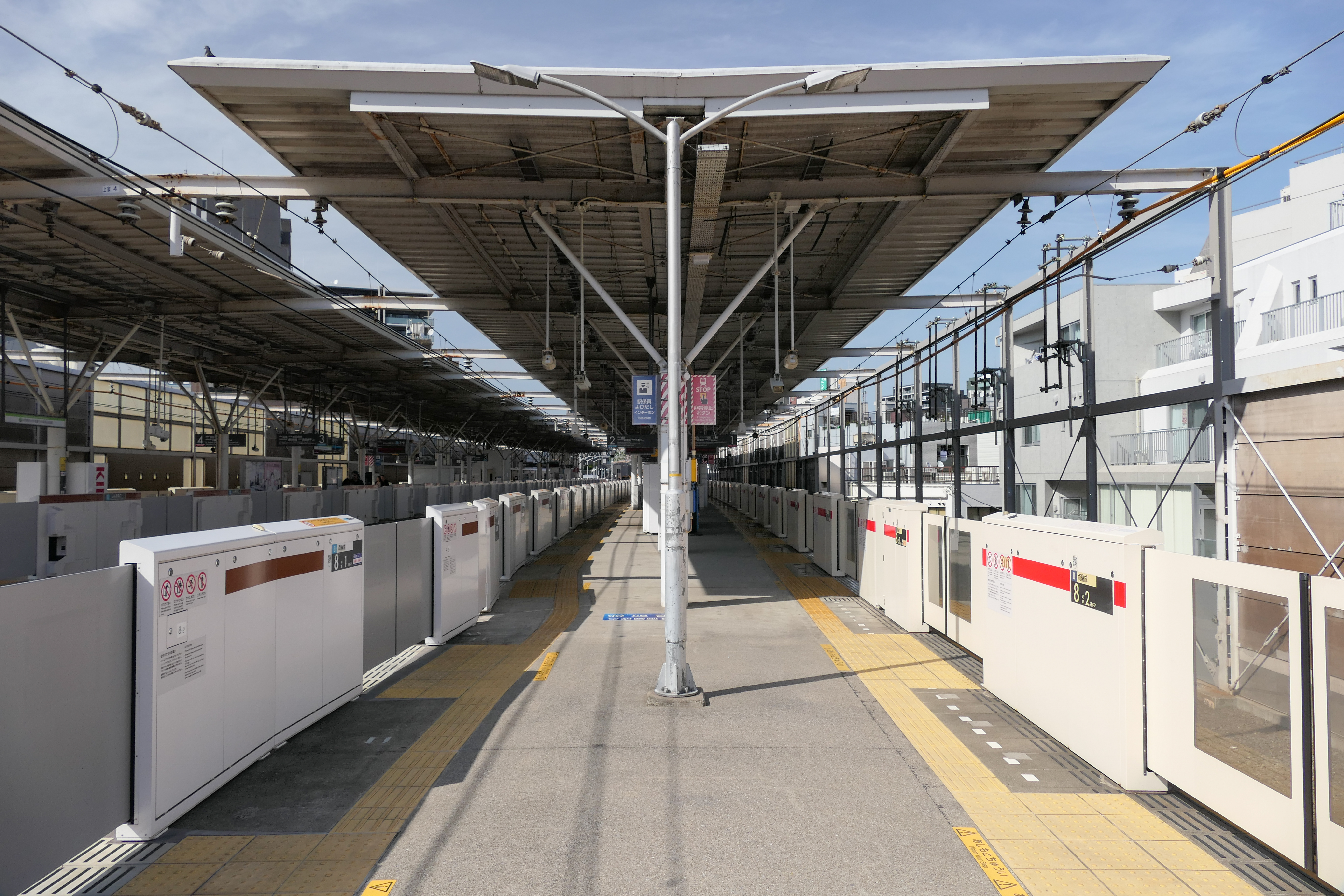
1・2番線ホーム（2023年4月）
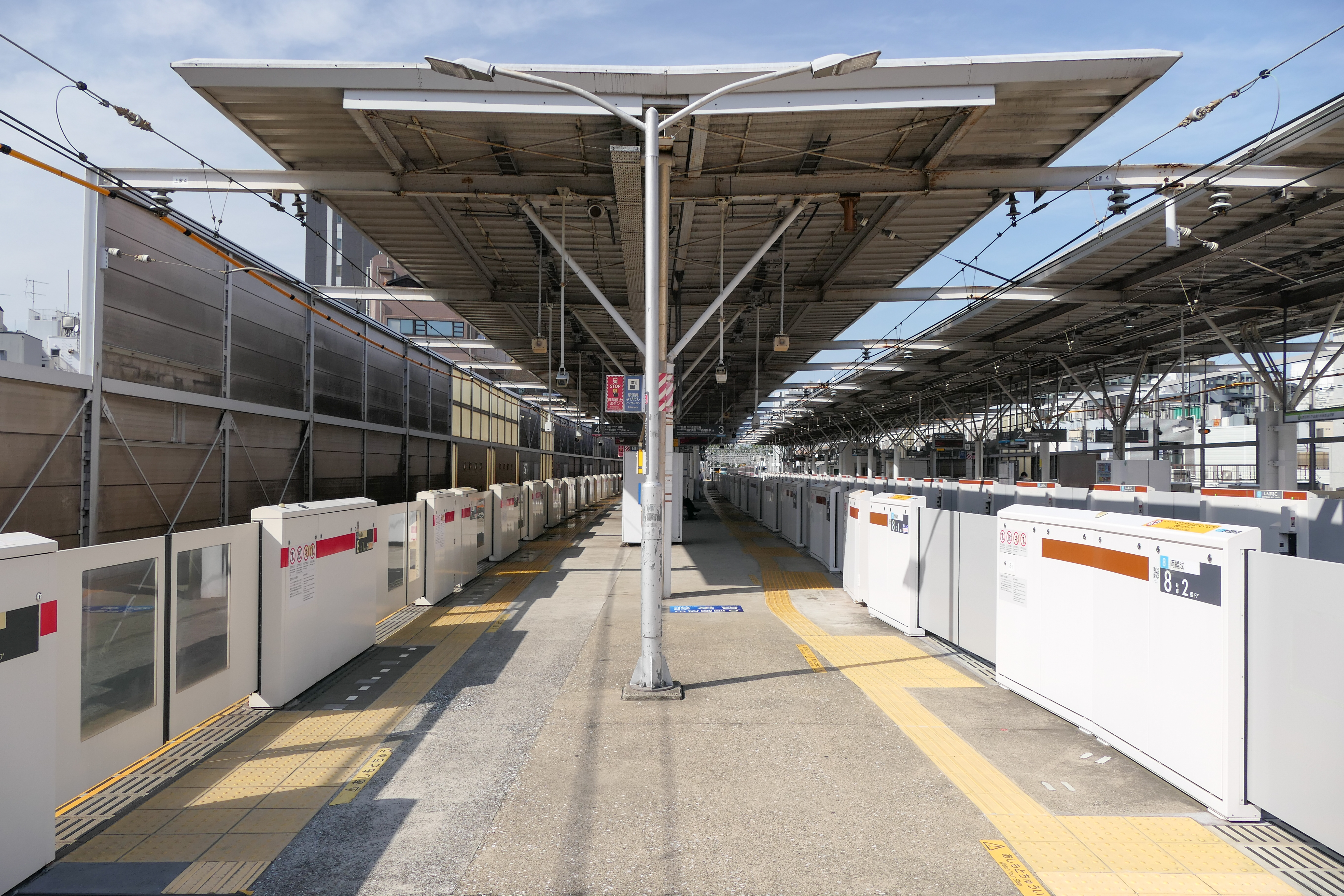
3・4番線ホーム（2023年4月）

## 利用状況
各線の2024年度の1日平均乗降人員は以下の通りである。接続する路線バスが少なく、徒歩圏内に速達列車が停車する南隣の武蔵小杉駅がある（当駅から同駅が見え、両駅間は500 mしかない）ことから、利用者数は周辺の東横線の駅に比べて少ない。
- 東横線 - 18,920人
- 目黒線 - 7,504人

### 年度別1日平均乗降人員
近年の1日平均乗降人員の推移は下表の通り。
| 年度               | 東急電鉄         | 東急電鉄 | 東急電鉄         | 東急電鉄 |
| 年度               | 東横線           | 東横線   | 目黒線           | 目黒線   |
| 年度               | 1日平均 乗降人員 | 増加率   | 1日平均 乗降人員 | 増加率   |
| ------------------ | ---------------- | -------- | ---------------- | -------- |
| 2002年（平成14年） | 19,073           |          | 4,535            |          |
| 2003年（平成15年） | 19,250           | 0.9%     | 4,577            | 0.9%     |
| 2004年（平成16年） | 20,222           | 5.0%     | 4,593            | 0.3%     |
| 2005年（平成17年） | 20,750           | 2.6%     | 4,671            | 1.7%     |
| 2006年（平成18年） | 20,949           | 1.0%     | 4,949            | 6.0%     |
| 2007年（平成19年） | 21,254           | 1.5%     | 5,311            | 7.3%     |
| 2008年（平成20年） | 20,628           | −2.9%    | 6,042            | 13.8 %   |
| 2009年（平成21年） | 20,405           | −1.1%    | 6,215            | 2.9 %    |
| 2010年（平成22年） | 19,785           | −3.0%    | 5,738            | −7.7%    |
| 2011年（平成23年） | 19,828           | 0.2%     | 5,731            | −0.1%    |
| 2012年（平成24年） | 20,190           | 1.8%     | 5,983            | 4.4%     |
| 2013年（平成25年） | 20,373           | 0.9%     | 5,839            | −2.4%    |
| 2014年（平成26年） | 19,945           | −2.1%    | 5,982            | 2.4%     |
| 2015年（平成27年） | 20,131           | 0.9%     | 6,171            | 3.2%     |
| 2016年（平成28年） | 20,248           | 0.6%     | 6,368            | 3.2%     |
| 2017年（平成29年） | 20,626           | 1.9%     | 6,661            | 4.6%     |
| 2018年（平成30年） | 20,755           | 0.6%     | 6,814            | 2.3%     |
| 2019年（令和元年） | 20,655           | −1.6%    | 6,884            | 1.0%     |
| 2020年（令和02年） | 16,004           | −22.5%   | 5,248            | −23.8%   |
| 2021年（令和03年） | 17,115           | 6.9%     | 5,746            | 9.5%     |
| 2022年（令和04年） | 18,532           | 8.3%     | 6,395            | 11.3%    |
| 2023年（令和05年） | 18,494           | −0.2%    | 7,093            | 10.9%    |
| 2024年（令和06年） | 18,920           | 2.3%     | 7,504            | 5.8%     |

### 年度別1日平均乗車人員
近年の1日平均乗車人員の推移は下表の通り。
- 1日平均乗車人員は神奈川県県勢要覧を参照（目黒線の乗車人員を含む）。

| 年度               | 1日平均 乗車人員 | 出典     |
| ------------------ | ---------------- | -------- |
| 1995年（平成07年） | 12,235           | [ * 1 ]  |
| 1998年（平成10年） | 12,010           | [ * 2 ]  |
| 1999年（平成11年） | 11,936           | [ * 3 ]  |
| 2000年（平成12年） | 12,103           | [ * 3 ]  |
| 2001年（平成13年） | 12,096           | [ * 4 ]  |
| 2002年（平成14年） | 11,890           | [ * 5 ]  |
| 2003年（平成15年） | 11,929           | [ * 6 ]  |
| 2004年（平成16年） | 12,456           | [ * 7 ]  |
| 2005年（平成17年） | 12,737           | [ * 8 ]  |
| 2006年（平成18年） | 12,963           | [ * 9 ]  |
| 2007年（平成19年） | 13,362           | [ * 10 ] |
| 2008年（平成20年） | 13,381           | [ * 11 ] |
| 2009年（平成21年） | 13,336           | [ * 12 ] |
| 2010年（平成22年） | 12,761           | [ * 13 ] |
| 2011年（平成23年） | 12,760           | [ * 14 ] |
| 2012年（平成24年） | 13,036           | [ * 15 ] |
| 2013年（平成25年） | 13,085           | [ * 16 ] |
| 2014年（平成26年） | 12,920           | [ * 17 ] |
| 2015年（平成27年） | 13,106           | [ * 18 ] |
| 2016年（平成28年） | 13,246           | [ * 19 ] |

## 駅周辺
商店街が駅の西口（医大モール・ウィズモールなど）・東口（新丸子東栄会など）ともに立地する。
新丸子はかつて色町として栄え、太平洋戦争後も長く東口駅前の料亭通りに三業地があった。その名残りで線路沿いにラブホテルが数軒立地する。なお等々力陸上競技場が近いため、試合時は多くの客が利用する。
- 丸子橋
- 丸子山王日枝神社
- 京濱伏見稲荷神社
- 多摩川スピードウェイ跡地
- 日本医科大学武蔵小杉病院
- 大西学園小学校・大西学園中学校・高等学校
- 等々力陸上競技場
- 丸子温泉
- 川崎新丸子郵便局(西口)
- 川崎上丸子郵便局(東口)
- 県道2号東京丸子横浜線（綱島街道）
- 児童交通公園跡地
- 神奈川県歯科医師信用組合川崎支店
- ワットマン新丸子店

### バス路線
- 新丸子駅西口（川崎市バス・東急バス）
  - <川74> 川崎駅ラゾーナ広場・川崎駅（東口）（市バス）
  - <溝03> 小杉駅前（東急）
    - ともに片側のみの停車。

## 隣の駅
東急電鉄
 東横線
■特急・□通勤特急・■急行
通過
■各駅停車
多摩川駅 (TY09) - 新丸子駅 (TY10) - 武蔵小杉駅 (TY11)
 目黒線
■急行
通過
■各駅停車
多摩川駅 (MG09) - 新丸子駅 (MG10) - 武蔵小杉駅 (MG11)